# Quần đảo Glorieuses
Glorieuses hay Glorioso (tiếng Pháp: Îles Glorieuses chính thức là Archipel des Glorieuses) là một nhóm đảo và đá của Pháp có tổng diện tích 5 kilômét vuông (1.200 mẫu Anh), có tọa độ , ở phía bắc của eo biển Mozambique, cách khoảng 160 kilômét (99 mi) về phía tây bắc của Madagascar. Glorieuses có một vùng đặc quyền kinh tế (EEZ) rộng 48.350 kilômét vuông (18.670 dặm vuông Anh). Tàu bè phải bỏ neo ngoài khơi xa của đảo và Grande Glorieuse có một đường băng dài 1.300 mét (4.300 ft).
Quần đảo gồm hai đảo chính, Grande Glorieuse () và Île du Lys, cùng tám đảo đá nhỏ (Roches Vertes): đá Wreck (), đá Nam () và các đá Verte() và ba đá khác chưa được đặt tên. Chúng là một phần của một rặng san hô và đầm phá. Grande Glorieuses có hình dạng gần tròn và có đường kính 3 kilômét (1,9 mi). Các đảo có thảm thực vật nghèo nàn, chủ yếu là phần còn lại cuỉa các đồn điền dừa và phi lao.
Île du Lys, nằm ở tọa độ  cách 5 dặm (8 km) về phía đông bắc Grande Glorieuses, có chiều dài khoảng 600 mét (2.000 ft) và có các đụn cát và cây bụi cùng các thực vật ngập mặn. Đảo vốn là nơi khai thác phosphat (guano).
Các đảo có khí hậu nhiệt đới và địa hình thấp và bằng phẳng, độ cao so với mực nước biển dưới 12 mét (39 ft). Île de Lys là một địa điểm làm tổ của chim di trú, và là nơi rùa đẻ trứng.
Các đảo có lẽ đã được các nhà hàng hải Ả Rập biết đến từ trước, Glorieuses được đặt tên và có người định cư vào năm 1880 bởi một người Pháp có tên là Hippolyte Caltaux, ông đã lập ra một đồn điền dừa tại Grande Glorieuse. Quần đảo trở thành vùng thuộc sở hữu của Pháp vào năm 1892 khi thuyền trưởng Richard của Primauget tuyên bố chủ quyền chính thức.
Từ năm 1914 đến 1958 quyền khai thác đảo được nhượng cho các công ty Seychelles. Ngày nay, đảo là một khu bảo tồn thiên nhiên với một trạm khí tượng. Madagascar tiếp tục tuyên bố chủ quyền với đảo.

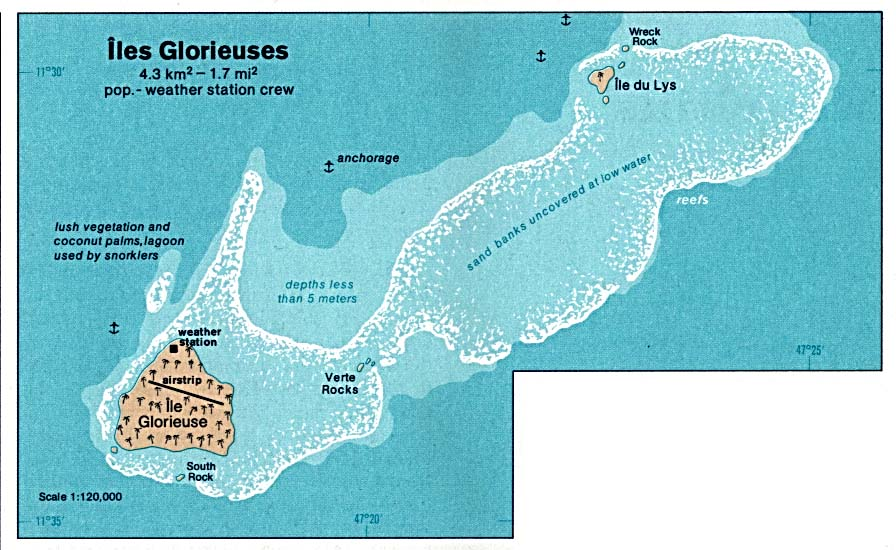
Bản đồ
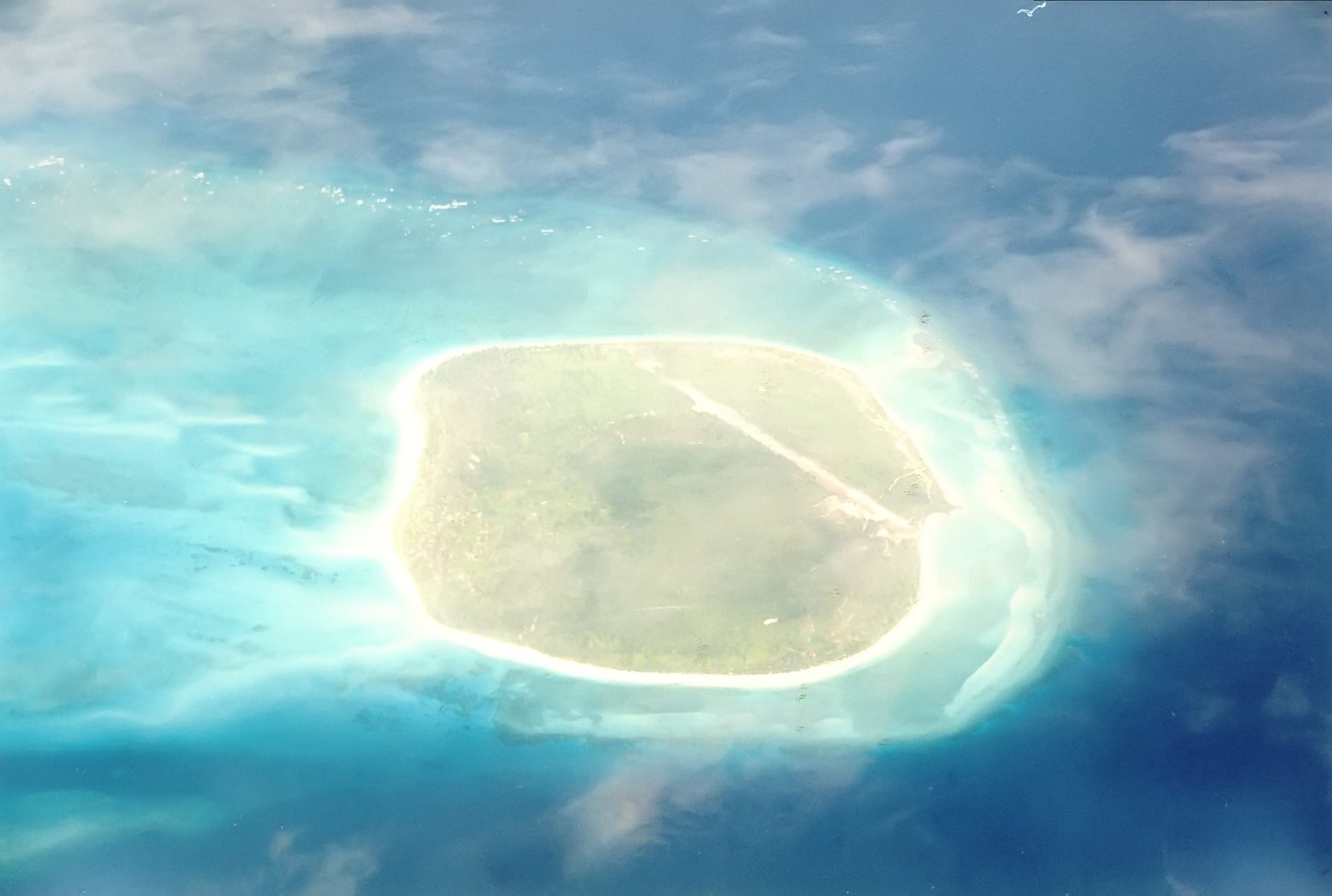
Tổng quan đảo
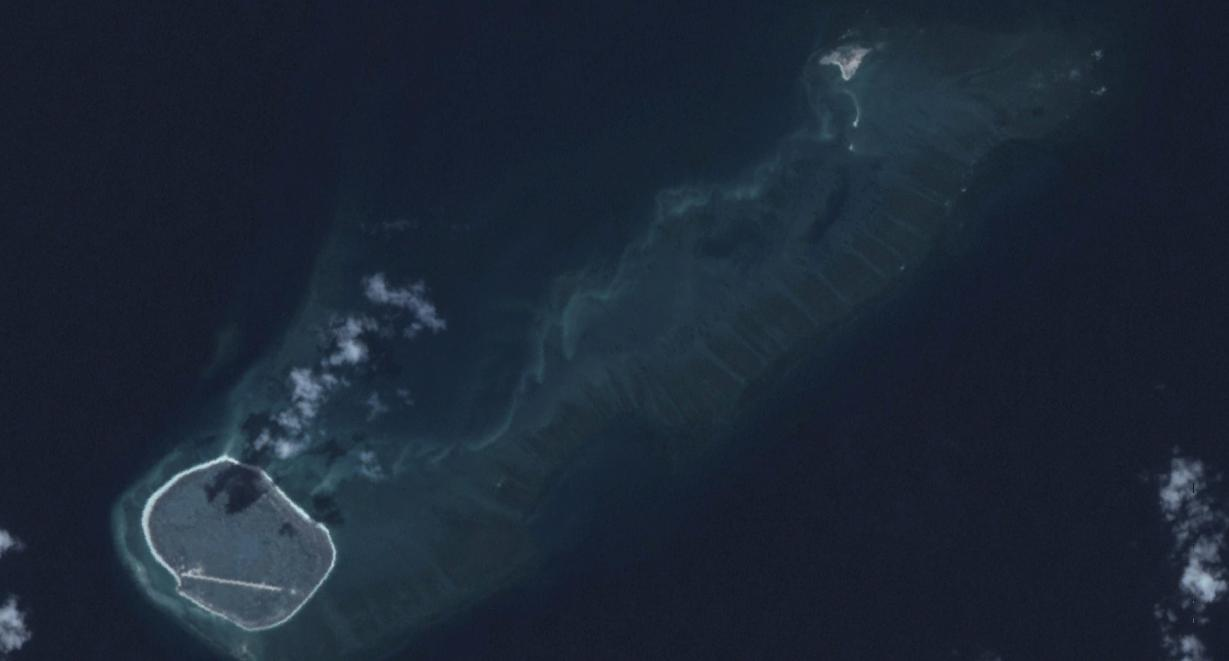
Ảnh vệ tinh quần đảo